# Engelmar Unzeitig
Engelmar Unzeitig (n. 1 martie 1911, Hradec nad Svitavou⁠(d), Pardubice, Cehia – d. 2 martie 1945, Lagărul de concentrare Dachau, Bavaria, Germania Nazistă) a fost un preot catolic german, arestat de Gestapo în 1941 pentru „predică dușmănoasă și apărarea evreilor”, deținut în lagărul de concentrare Dachau, unde a murit îngrijind ca voluntar la infirmerie bolnavii de tifos. 
A fost beatificat în anul 2016 ca martir și mărturisitor al credinței.

## Biografie
Tatăl său a murit în anul 1916 în prizonierat rusesc, așa încât de la vârsta de cinci ani a fost crescut de mama sa ca orfan de tată, împreună cu ceilalți cinci copii. La vârsta de 17 ani a fost primit novice în mănăstirea din Reimlingen a călugărilor din Congregația Mariannhill⁠(en)[traduceți]. După studiul teologiei la Würzburg a fost hirotonit preot în data de 6 august 1939. A activat ca preot călugăr în Mühlviertel în Austria, unde s-a îngrijit de prizonieri francezi de război. În octombrie 1940 a fost mutat la Krummau (în prezent Český Krumlov), în Sudetenland.
În predicile sale și la orele de religie a criticat persecuția evreilor. La începutul anului 1941 a fost denunțat, după care a fost arestat la 21 aprilie 1941 și închis timp de șase săptămâni, fără proces, la Linz. De acolo a fost mutat în lagărul de concentrare Dachau.